# Skickgradering av serietidningar
Skickgradering används för att fastställa värdet på en serietidning. Den mest internationellt erkända skalan, som idag används i samlarkretsar, är Overstreets åttagradiga skala. Den lanserades 1992 i boken: "Overstreet Comic Book Grading Guide" (Förlag: House of Collectibles).
Robert M. Overstreet, en utbildad typolog och samlare, har skrivit flera böcker i ämnet.

## Overstreets Skickskala
Poängskalan är menad att dela in varje skick i flera nivåer.
Mint
Högsta möjliga M grad = 10 - Medel-grad = 9,0 - Lägsta möjliga M grad = 8,0
Good
Högsta möjliga G grad = 3,4 - Medel-grad = 2,5 - Lägsta möjliga G grad = 1,5 
| Skickbeteckning | Poängskala          | Beskrivning                                                  |
| M, Mint         | (9,8–10,0, c:a 9,9) | - Perfekt nyskick.                                           |
| NM, Near Mint   | (9,0–9,7, c:a 9,4)  | - Nyskick, med någon defekt om man tittar väldigt noggrant.  |
| VF, Very Fine   | (7,5–8,9, c:a 8,2)  | - Ett fullgott samlarexemplar med någon enstaka lätt defekt. |
| FN, Fine        | (5,5–7,4, c:a 6,5)  | - Ett fint exemplar.                                         |
| VG, Very Good   | (3,5–5,4, c:a 4,5)  | - Normalskick.                                               |
| G, Good         | (1,5–3,4, c:a 2,5)  | - Godtagbart skick (mer slitage än normalt).                 |
| F, Fair         | (0,5–1,4, c:a 1,0)  | - I dåligt skick.                                            |
| P, Poor         | (0,1–0,4, c:a 0,3)  | - I uselt skick.                                             |

Förutom dessa skick finns även: PM, Pristine Mint = 100% perfekt, även tillverkningstekniskt sett.